# Bythocaris grumanti
Bythocaris grumanti is een garnalensoort uit de familie van de Hippolytidae. De wetenschappelijke naam van de soort is voor het eerst geldig gepubliceerd in 1966 door Burukovsky.